# رکه (آلمان)
رکه (به آلمانی: Recke) یک شهر در آلمان است که در شتاینفورت (ناحیه) واقع شده‌است. رکه ۱۱٬۷۹۷ نفر جمعیت دارد.